# Moinville-la-Jeulin

Moinville-la-Jeulin este o comună în departamentul Eure-et-Loir, Franța. În 1 ianuarie 2022 avea o populație de 160 de locuitori.